# List der Vernunft
Die List der Vernunft ist ein von Hegel geprägter Ausdruck. Hegel versteht darunter einen Vorgang, durch den sich in der Geschichte der Menschheit ein bestimmter Zweck verwirklicht, der den handelnden Menschen nicht bewusst ist.

## Inhalt und Bedeutung
Hegel wendet den Ausdruck List der Vernunft auf den Endzweck der Welt an, das Bewusstsein des Geistes von seiner Freiheit. Der Zweck stellt das Vernünftige im weltgeschichtlichen Geschehen dar und realisiert sich über unterschiedliche menschliche Handlungen, die auch von Leidenschaften und partikularen Interessen getrieben sein können. Die Vernunft ist in diesem Falle so „listig“, die Leidenschaften für sich wirken zu lassen, dass dasjenige, „durch was sie sich in Existenz setzt, einbüßt und Schaden leidet“. Die „Idee bezahlt den Tribut des Daseins und der Vergänglichkeit nicht aus sich, sondern durch die Leidenschaften der Individuen“.
Der Zweck setzt sich „in die mittelbare Beziehung mit dem Objekt“ und schiebt „zwischen sich und dasselbe ein anderes Objekt ein“.

## Die List der Vernunft in der Geschichte
Nach Hegel beherrscht die Vernunft die Welt und realisiert sich schrittweise über die Entfaltung ihrer Begriffe in der Weltgeschichte, die so trotz aller Widrigkeiten als vernünftiger, notwendiger Gang des sich entfaltenden Weltgeistes betrachtet wird. Sie ist „der Fortschritt im Bewußtsein der Freiheit“, ja „Gottes Werk selber“. Die Individuen handeln hierbei im Dienste einer höheren Notwendigkeit, die sie selbst nicht begreifen und so das absolute Recht, die wahrhafte Sittlichkeit herstellen. So ist es die „List der Vernunft, die Interessen und Leidenschaften der Individuen für ihre Zwecke arbeiten, den Willen des Weltgeistes erfüllen zu lassen.“
Die Welt der Begriffe entwickelt sich nach Hegel dialektisch, die Begriffe sind ineinander verwoben, indem einer den anderen einschließt und durch seine Beziehung zu ihm, sein Anderssein, bestimmt wird. Nach dieser Entwicklungstheorie entfaltet sich das Absolute als Selbstverwirklichung innerhalb der Geschichte über die Stufen An sich, Für sich und An und für sich.
Der absolute Geist offenbart sich über die Jahrtausende, indem er durch die Wissenschaft Stück für Stück als Wissen ans Licht gefördert wird als das „An und für sich Seiende“, als Walten der Gottheit.
Die Natur ist Geist in seinem selbstentfremdeten Anderssein, und Gott offenbart sich in der Menschheitsgeschichte. Der Mensch steht dabei durch den Staat, dem er angehört und für den er tätig wird, unter einem geschichtlichen Schicksal. Geschichtsprägende Persönlichkeiten – wie Napoleon, der „Weltgeist zu Pferde“ –, spüren dabei nur dunkel, was objektiv „an der Zeit“ ist. So ist dem Menschen im Staat seine Aufgabe eingeschrieben, und er wird zu seinem Werkzeug.
Von der List der Vernunft wird somit in der Regel gesprochen, wenn dem Einzelnen nicht bewusst ist, Instrument dieser höheren Zwecke zu sein und von der Geschichte vereinnahmt zu werden, die sich seiner bedient. Der Mensch kann dabei sogar glauben, seinen persönlichen Neigungen und Zwecken, etwa seiner Ehre, seiner Karriere zu folgen, ja „frei“ zu handeln, wirkt aber tatsächlich als Werkzeug des Absoluten, der objektiven geschichtlichen Vernünftigkeit.
Der objektive Geist verwirklicht sich in der Weltgeschichte, die, neben dem Recht und der Sittlichkeit eine seiner Gestalten ist. Mögen im Verlauf der Geschichte die Staaten auch Kriege gegeneinander führen, untergehen oder wieder auferstehen, so sind seine welthistorischen Repräsentanten doch nichts weiter als Organe des Weltgeistes, dessen Zwecke sie umsetzen, selbst wenn sie in einem anderen Interesse zu handeln meinen. Auf diese Weise lässt die List der Vernunft die Leidenschaften für sich wirken.

## Freiheit und Notwendigkeit
Je nach seiner Einsicht in die Vorgänge wird der handelnde Mensch somit wissentliches oder unwissentliches Werkzeug über ihm stehender Absichten. Seine Selbstzweckhaftigkeit, wie sie in der Ethik Kants noch eine große Rolle spielt, tritt in den Hintergrund.
Aus unterschiedlichen Richtungen wurde Hegel vorgeworfen, den Staat verabsolutiert und den Menschen als Individuum vernachlässigt zu haben. Man verwies auf Unterschiede gegenüber den Philosophen der Aufklärung, wie Rousseau und Kant, für den der Mensch niemals nur als Mittel, sondern immer zugleich als Zweck zu betrachten war.
Da in der Weltgeschichte die subjektiven Motive und objektiven Zwecke des Handelns auseinanderfallen und die Taten, vom Weltgeist bestimmt, in übergreifende Wirkungszusammenhänge (wie in die Netze von Nornen) verwoben sind, hat auch die Freiheit bei Hegel einen anderen, weniger emphatischen Stellenwert als bei Kant.
Während Kant praktische Freiheit individuell und negativ als Unabhängigkeit von heterogenen Bestimmungsgründen auf die „Willkür“ und positiv als Selbstbestimmung des Einzelnen definierte, war sie für Hegel im Staat objektiviert und verallgemeinert: Der Staat ist die „Wirklichkeit der sittlichen Idee“, die „Idee der Freiheit ist wahrhaft nur als der Staat“. Hegels Freiheitsvorstellung bezieht sich gegenüber Kant somit auf die Gesellschaft, den Staat, in dem Freiheit sich einzig für alle verwirklichen lasse. Das Prinzip der Freiheit kann nach der französischen Revolution nur in modernen Staaten für alle Menschen wirklich werden.
Diesem Ziel der Befreiung des Menschen werden im Verlauf der Geschichte die Völker und Individuen zum Opfer gebracht, und in diesem Opfer drückt sich die List der Vernunft aus. Die allgemeine Vernunft behauptet sich immanent notwendig gegen die Interessen des Einzelnen.
Gegen die Vorstellung Hegels, das Partikulare als gering zu achten „gegen das Allgemeine“, die Individuen als „aufgeopfert und preisgegeben“, regte sich ebenso Widerstand wie gegen seine Überlegung, die Idee bezahle „den Tribut des Daseins und der Vergänglichkeit nicht aus sich, sondern aus den Leidenschaften der Individuen“. An der objektiv-versöhnenden Geschichtsbetrachtung entzündete sich die Kritik der Linkshegelianer ebenso wie die von Karl Marx. Grob gesagt übernahm dieser von Hegel dessen Dialektik als Geschichtsprinzip, befreite sie aber von der als mystizistisch verstandenen Vorstellung eines Weltgeistes und betonte die sozialen und materiellen Bedingungen. Nicht die List der Vernunft oder der Weltgeist, sondern die Menschen bestimmen mit ihrer Arbeit den Ablauf der Geschichte.
Adornos Hegelkritik und seine Ablehnung des Konzepts der List der Vernunft sollte später daran anknüpfen.
Trotz aller Kritik ist der Mensch für Hegel keine bloße Marionette; entscheidend und unangetastet bleibt sein persönliches Gewissen, als das, worin seine Schuld und sein Wert eingeschlossen sind.